# Rein Fledderus
Reinder Hermanus (Rein) Fledderus (Amsterdam, 23 november 1910 - Voorburg, 19 juni 1970) was een Nederlands architect, bekend door enkele grote gebouwen zoals het kantoor van de KLM in Amstelveen.

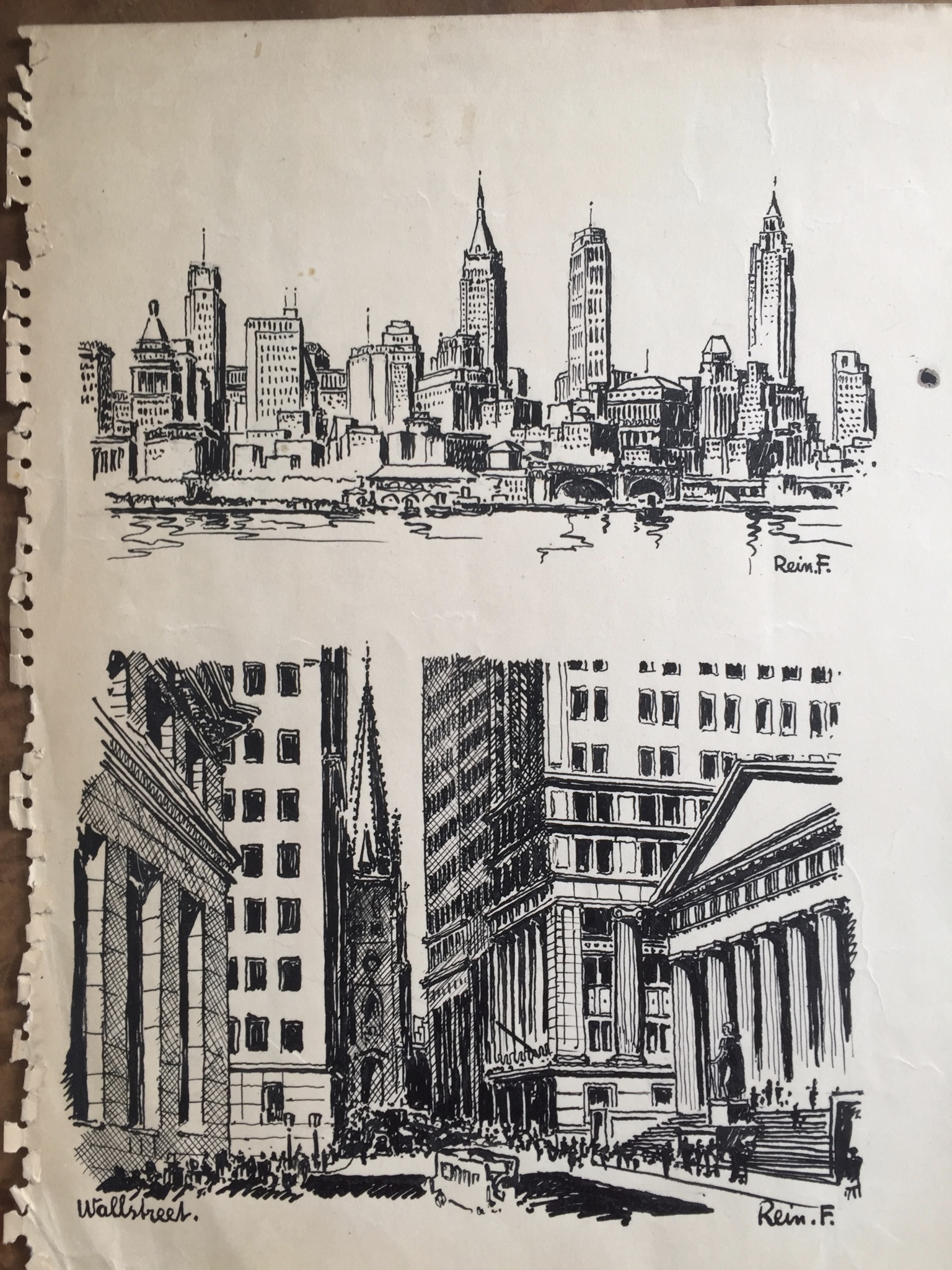
Pentekeningen van de skyline van Manhattan (boven) en van Wall Street

Hij werd opgeleid tot architect bij de Vereniging voor Hogere Bouwkunst te Amsterdam. Vanaf 1940 werkt hij voor de gemeente Rotterdam. In 1946 maakte hij een studiereis in Amerika, als voorbereiding van het stadsplan voor de herbouwing van Rotterdam.
In 1964 werd hij geridderd tot Officier in de Orde van Oranje-Nassau.
Enkele gebouwen die door Fledderus zijn ontworpen zijn:
- het Stationspostgebouw in Rotterdam, met de gebroeders Kraaijvanger (1959)
- de Merwedehal (1958), Marijkehal (1961), Irenehal en Margriethal van de Jaarbeurs in Utrecht
- de Michaëlkerk in Spijkenisse (1962-63)
- De Doelen in Rotterdam, met de gebroeders Kraaijvanger (1966)
- het Beatrixgebouw van de Jaarbeurs (1970)
- het hoofdkantoor van de Koninklijke Luchtvaart Maatschappij in Amstelveen (1971)

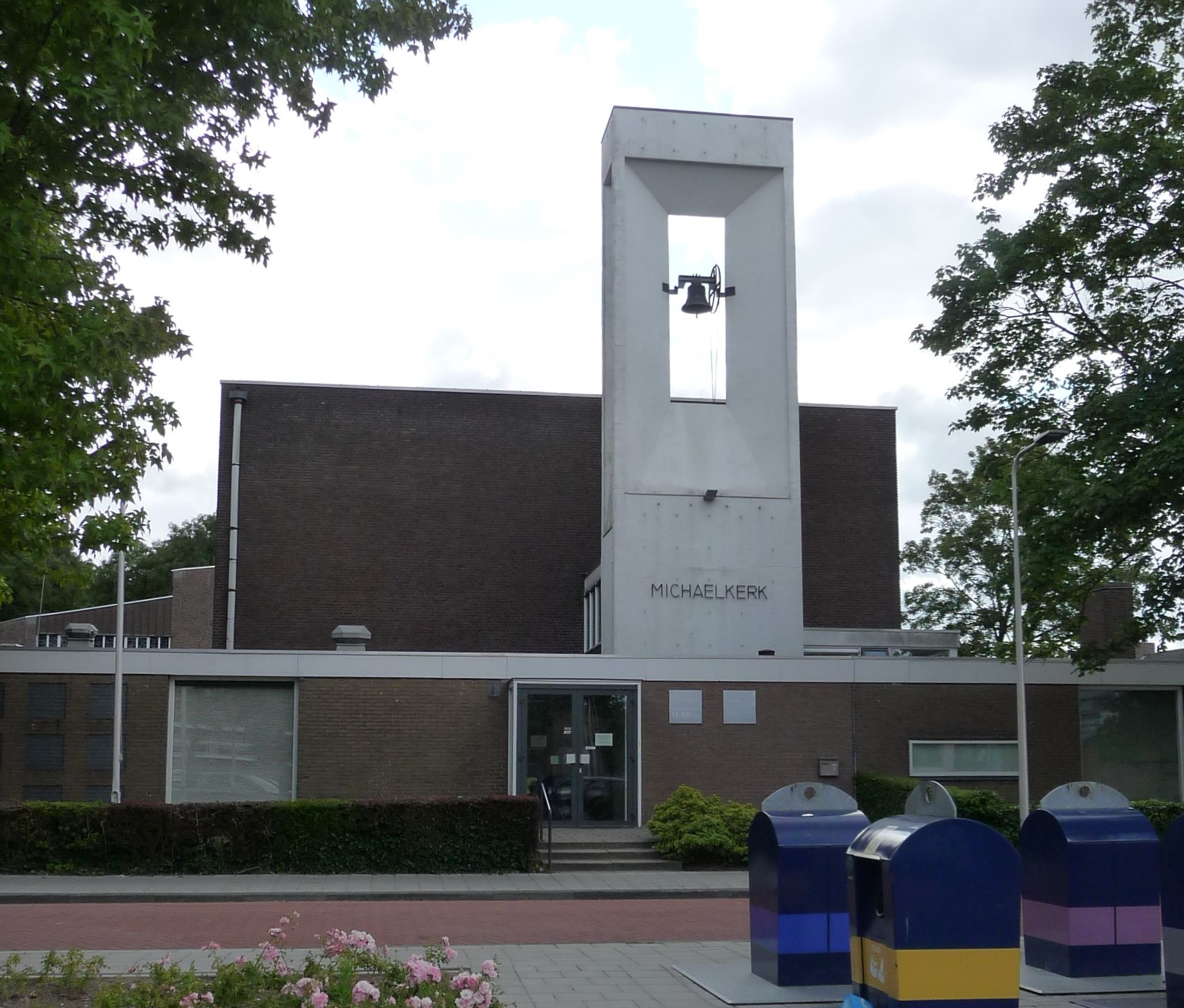
Michaëlkerk Spijkenisse
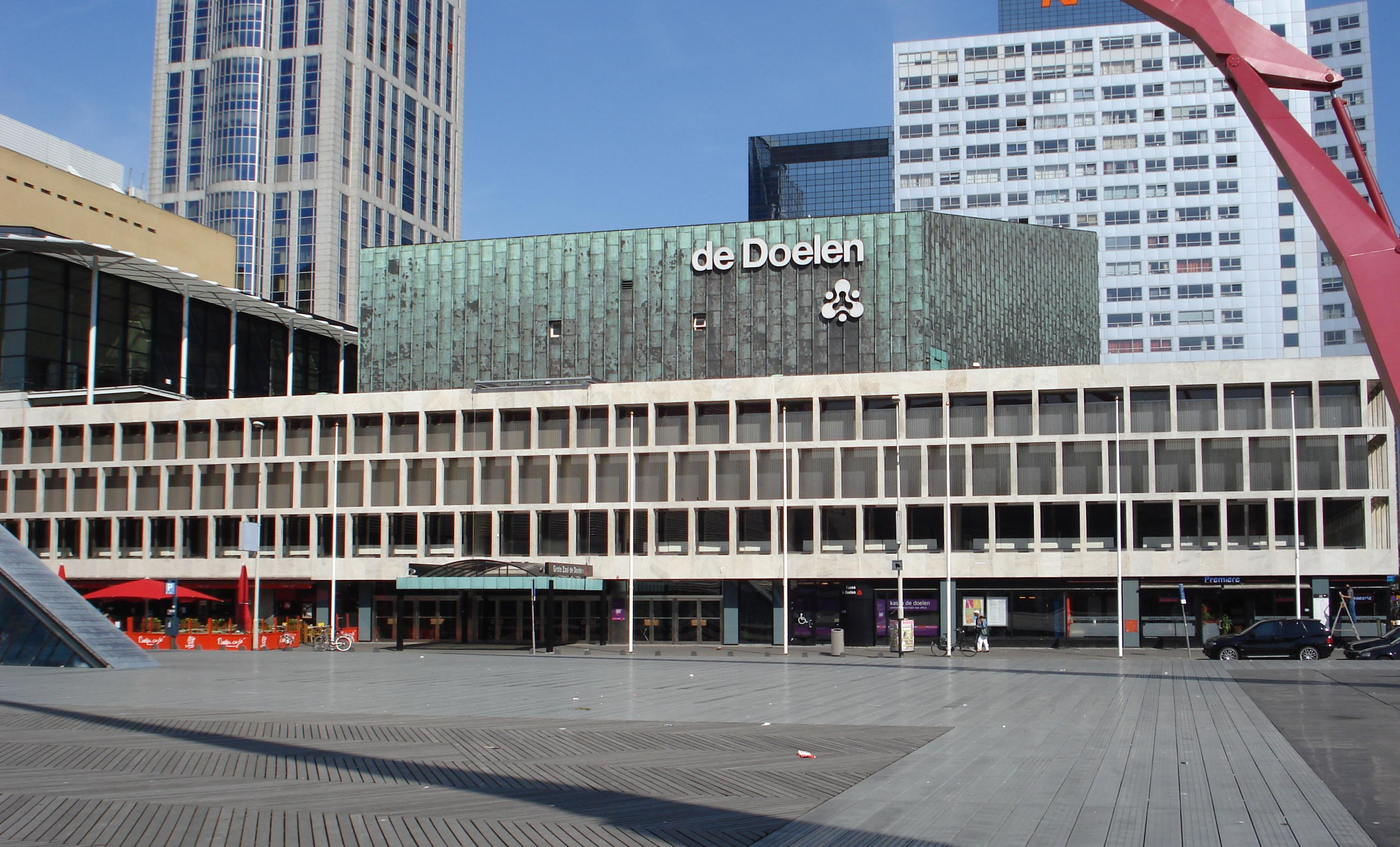
De Doelen
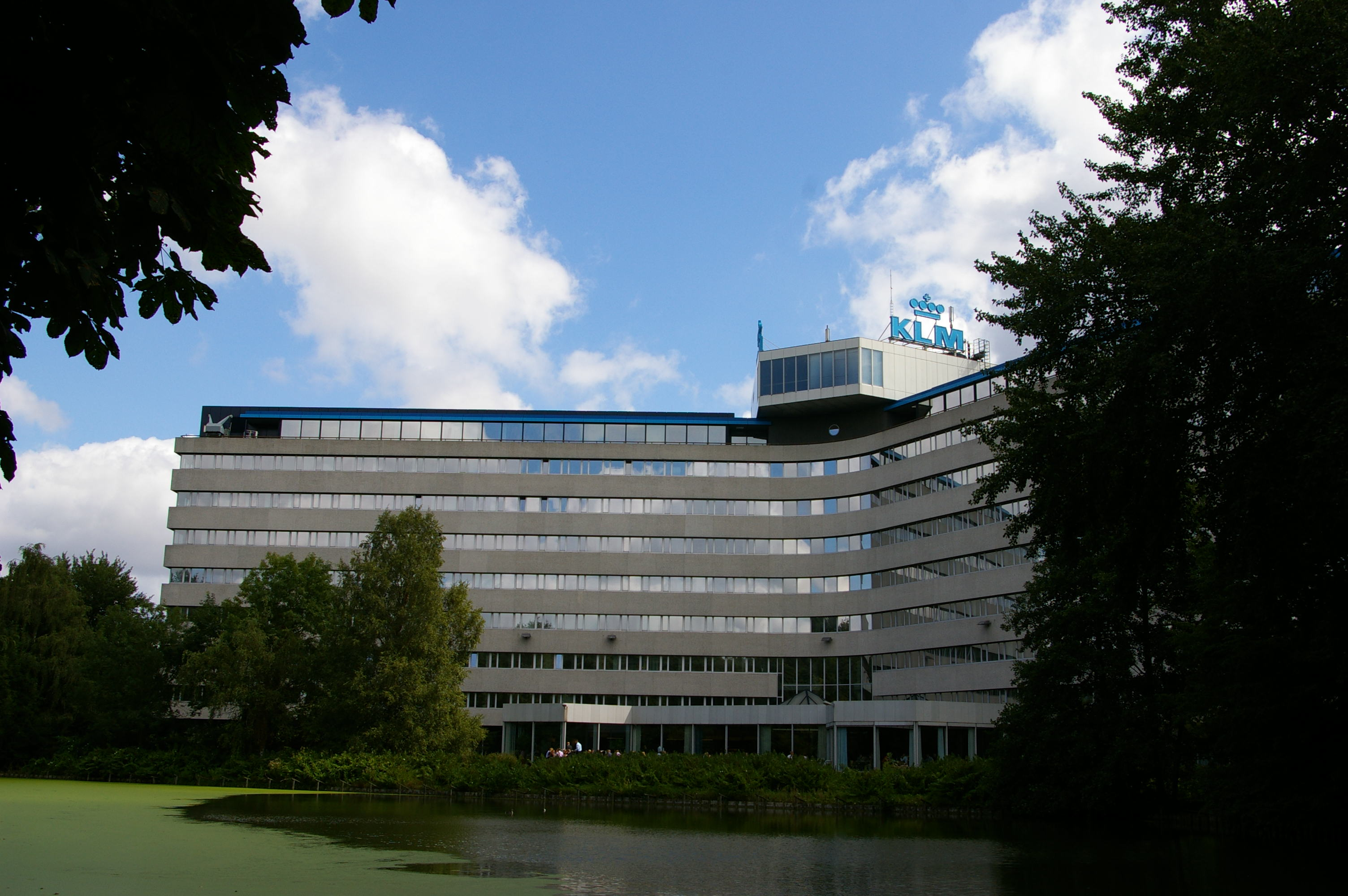
KLM
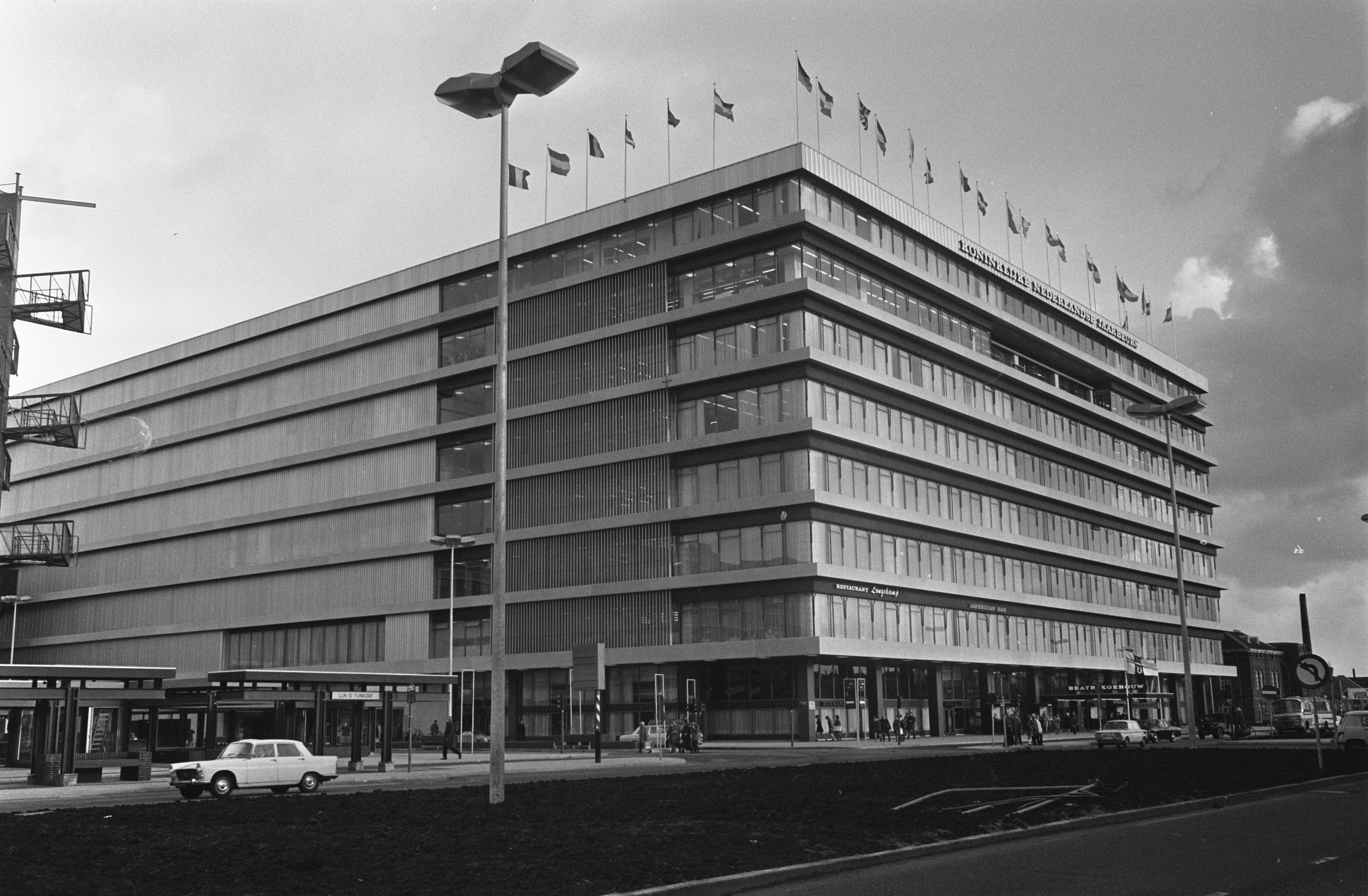
Beatrixgebouw in 1970